# آنسالتا
آنسالتا (به لاتین: Ansalta) یک منطقهٔ مسکونی در روسیه است که در داغستان واقع شده‌است.